# Planodema strandi
Planodema strandi là một loài bọ cánh cứng trong họ Cerambycidae.